# Le Violon de mon père
Pour plus de détails, voir Fiche technique et Distribution.
Le Violon de mon père (en turc : Babamın Kemanı) est un film turc de 2022 réalisé par Andaç Haznedaroğlu et mettant en vedette la jeune Gülizar Nisa Uray, Engin Altan Düzyatan et Belçim Bilgin. 
Le film est sorti le 21 janvier 2022 sur Netflix,,.

## Synopsis
À Istanbul, la petite Özlem accompagne un groupe de musiciens de rue dont fait partie son talentueux père. Devenue orpheline après la mort de son père, elle est recueillie par son oncle Mehmet, un violoniste renommé. Au début, la relation entre Mehmet et Özlem est difficile, chacun étant submergé par sa propre douleur et ses souvenirs. Mehmet ne désire pas garder Özlem qui n'espère que retourner auprès de ses amis musiciens.
Peu à peu, grâce à la musique et les souvenirs partagés du père d'Özlem, ils commencent à se rapprocher. La musique devient un lien puissant qui les aide à guérir et à surmonter leur tristesse. Ensemble, ils découvrent l'importance de la famille et de l'amour, et trouvent un chemin pour avancer malgré leur deuil.

## Fiche technique
- Titre original : Babamın Kemanı
- Titre français : Le Violon de mon père
- Réalisation : Andaç Haznedaroğlu
- Scénario : Palaspandiras
- Photographie : Firat Lita Sözbir
- Montage : Ellie Durak
- Musique : Soheil Bostani, Taskin Sabah
- Production :
- Sociétés de production :
- Pays de production : Turquie
- Langue originale : turc
- Format : couleur
- Genre :
- Durée : 112 minutes
- Dates de sortie (Dates sujettes à modification)[4] :
  - Netflix : 21 janvier 2022

## Distribution
- Engin Altan Düzyatan : Mehmet
- Belçim Bilgin : Suna
- Gülizar Nisa Uray : Özlem
- Selim Erdogan : Ali Riza
- Erdem Bas : Ali Riza'nin Arkadasi
- Yener Sezgin : Ali Riza'nin Arkadasi
- Yigit Çakir : Ali Riza'nin Arkadasi
- Ayfer Dönmez : Psikolog (as Ayfer Dönmez Ertekin)
- Ulrich Mertin :
- Ali Yakup Alper Kut : Organizatör Orhan
- Özlem Saraç Özcan : Avukat
- Buket Gulbeyaz : Leyla
- Aysegül Çayli : Merve
- Gülyar Balci : Aysu
- Nurcan Dogan : Dilenci
- Caner Arkin : Sahne Amiri
- Acun Ömer Çokisler : Mehmet'in Çocuklugu
- Yusuf Tekin : Ali Riza'nin Çocuklugu
- Oktay Özcan : Garson
- Cemre Yesilbursa : Hemsire
- Marcus Hanson : Mehmet (voix)

## Récompenses et distinctions
- Festival international du film d'Izmir 2023 : Golden Artemis du Meilleur acteur dans un second rôle dans un film pour Selim Erdogan[5]